# Habrovice
Habrovice (německy Johnsdorf) jsou vesnice, část okresního města Ústí nad Labem. Nachází se na úpatí Českého středohoří asi 5,5 kilometru severozápadně od Ústí nad Labem.

## Název
Název vesnice vznikl z přídavného jména habrová. Původně se používal v jednotném čísle, ale v době poněmčení regionu se začal používat tvar v čísle množném. Německý název Johnsdorf vznikl z osobního jména Johann ve významu Johannova (Johnova) ves. V historických pramenech se název vesnice objevuje ve tvarech: Habrovice (1454), z Habrovic (1510, 1543, 1551), Jonassdorff (1654), Jonsdorf (1720 a 1787) a úředně Johnsdorf (1854).

## Historie
Vesnice původně stávala nejspíše v místech označovaných „im alten Dorfe“. Na začátku patnáctého století patřila johanitům, ale během husitských válek ji po roce 1420 získali majitelé hradu Blansko. Roku 1454 ji Jan Blankenštejn z Vartenberka postoupil králi Ladislavovi. Jan Blankenštejn se o ves dělil s Janekm z Jonsdorfu, ztotožňovaným s Janem z Habartic. Podle Augusta Sedláčka potom Habrovice bývaly spravovány až do roku 1559 jako součást předlického statku. Rudolf Anděl však uvedl, že po roce 1454 panovník vesnici postoupil Jakoubkovi z Vřesovic a jeho potomkům patřila až do doby kolem roku 1522. Jiným vlastníkem na začátku šestnáctého století však byl Jan Oboječek. Po něm ji od krále Ferdinanda I. získali opět johanité, kteří vesnici roku 1547 prodali Jaroslavu (Jaroši) Kelblovi z Geisinku. I tehdy byly Habrovice spravovány z Předlic, ale krátkou dobu po roce 1559, kdy proběhlo dělení rodového majetku mezi Jaroslavovými dědici, patřily ke Stružnici. Dědici byli Bernard a Litold Kelblové z Geisinku, ale roku 1561 se stal jediným majitelem vsi Bernard (Heřman) Kelbl z Geisinku, který v Habrovicích založil tvrz. Jeho nástupce Jan Heřman Kelbl zemřel během stavovského povstání, po němž byla třetina jeho majetku roku 1623 zkonfiskována.
Roku 1624 jej koupil Jan Kašpar z Kürbitz a ke statku tehdy patřily také vsi Bánov a Dělouš. Jan Kašpar v roce 1628 vesnici prodal za 3 500 tolarů svobodnému pánovi Alexandru Bleilebenovi, který ji připojil ke Všebořicím. Poplužní dvůr byl od roku 1794 rozprodáván a hospodaření v něm definitivně skončilo na začátku devatenáctého století.

## Přírodní poměry
Habrovice se nachází ve stejnojmenném katastrálním území s rozlohou 1,97 km², jehož součástí je mimo jiné Habrovický rybník, cca do roku 2008 využívaný jako přírodní koupaliště. Stojí v nadmořské výšce okolo 260 metrů ve výběžku Českého středohoří (okresek Ústecké středohoří), které ale na jižním okraji vesnice a západně od ní přechází do Chomutovsko-teplické pánve.

## Obyvatelstvo
Při sčítání lidu v roce 1921 ve vsi žilo 337 obyvatel (z toho 167 mužů), z nichž bylo jedenáct Čechoslováků, 325 Němců a jeden cizinec. Kromě tří evangelíků byli římskými katolíky. Podle sčítání lidu z roku 1930 měla vesnice 349 obyvatel: šest Čechoslováků, 342 Němců a jednoho cizince. Opět se až na tři evangelíky hlásili k římskokatolické církvi.
| Rok            | 1869 | 1880 | 1890 | 1900 | 1910 | 1921 | 1930 | 1950 | 1961 | 1970 | 1980 | 1991 | 2001 | 2011 | 2021 |
| -------------- | ---- | ---- | ---- | ---- | ---- | ---- | ---- | ---- | ---- | ---- | ---- | ---- | ---- | ---- | ---- |
| Počet obyvatel | 266  | 304  | 252  | 245  | 296  | 337  | 349  | 233  | 215  | 210  | 204  | 198  | 227  | 271  | 395  |
| Počet domů     | 46   | 50   | 50   | 49   | 50   | 57   | 58   | 54   | 52   | 51   | 54   | 55   | 69   | 84   | 84   |

## Pamětihodnosti
- Bývalá tvrz čp. 1[13]
- Rodinný dům čp. 124 od 3+1 architekti[14]

## Osobnosti
V Habrovicích má svůj ateliér loutkář Miroslav Nebeský.